# Ploča
Ploča (en serbio cirílico : Плоча) es un pueblo de Serbia, situado en el municipio de Aleksandrovac, en el distrito de Rasina. En el censo de 2011 contaba con 343 habitantes.

## Demografía
| 1948 | 1953 | 1961 | 1971 | 1981 | 1991 | 2002 | 2011 |
| ---- | ---- | ---- | ---- | ---- | ---- | ---- | ---- |
| 578  | 640  | 726  | 701  | 606  | 574  | 400  | 343  |